# 4152 Вебер
4152 Вебер (4152 Weber) — астероїд головного поясу, відкритий 15 травня 1985 року.
Тіссеранів параметр щодо Юпітера — 3,123.
Названо на честь Карла Марія фон Вебера (нім. Carl Maria von Weber, 1786 — 1826) — німецького композитора, диригента і піаніста.